# Mahalia (cantant)
Mahalia Burkmar (nascuda l'1 de maig de 1998), coneguda monònimament com a Mahalia, és una cantant, compositora i actriu britànica. Va publicar diversos EP i tres àlbums, Diary of Me (2016), Love and Compromise (2019) i IRL (2023). També va actuar a la pel·lícula Brotherhood (2016). Es va donar a conèixer el 2017 amb la seva interpretació de "«Sober»" a través del canal YouTube Colors. El 2018, va ocupar el primer lloc a la llista de YouTube Ones to Watch.
Mahalia és de Syston, a Leicestershire. Va néixer en el si d'una família de música. El seu pare és britànicoirlandès i la seva mare és jamaicana. Mahalia ha descrit la ciutat on va créixer com una zona predominantment blanca amb "molt de racisme". Té dos germans.
Mahalia ha enumerat Corinne Bailey Rae, Erykah Badu, Lauryn Hill, Amy Winehouse, Jill Scott, India Arie, Ed Sheeran, i Kate Nash entre les seves influències musicals.